# GJ 9827 d
GJ 9827 d は、地球からうお座の方向へ約97光年離れた位置にあるK型主系列星 GJ 9827 を公転している太陽系外惑星である。海洋惑星である可能性が示されている太陽系外惑星の一つとして知られている。

## 発見と名称
GJ 9827 は、アメリカ航空宇宙局 (NASA) が打ち上げた太陽系外惑星の観測を目的とするケプラー宇宙望遠鏡の延長ミッションである「K2」によるトランジット法での観測から2017年に発見された。K2では「キャンペーン (Campaign)」と呼ばれる観測期間を一区切りとして天球上の異なる方向を観測するが、GJ 9827 はこのうち2016年12月15日から2017年3月4日までの78.89日間に行われたキャンペーン12の観測視野（みずがめ座・うお座の境界付近）内に位置しており、このキャンペーンで GJ 9827 d のトランジット（主星面通過）が観測された。
主星の GJ 9827 がケプラー宇宙望遠鏡のK2ミッションによる観測で太陽系外惑星が発見された135番目の恒星であったことから K2-135 という名称が与えられ、それに併せて GJ 9827 d は K2-135d と呼称されることもある。また、ケプラー宇宙望遠鏡に代わって太陽系外惑星の捜索を行っている観測衛星TESSによる観測も行われたため、TESS object of interest (TOI) におけるカタログ名である TOI-4517 d という名称も持つ。

## 軌道
主星の GJ 9827 からの軌道長半径は約 0.056 au（約836万 km）で、約6.2日の公転周期で軌道を公転している。これは太陽系で最も太陽に近い惑星である水星の軌道長半径（約 0.387 au）の約7分の1しかなく、京都大学が運用している太陽系外惑星データベース「Exokyoto」にて計算されている GJ 9827 のハビタブルゾーン領域である 0.255 - 0.538 au よりも遥かに内側となっている。そのため、主星から受ける放射エネルギー量は多く、地球の約36倍に達していると推定されている。軌道離心率は 0.13 未満と低く、極端な楕円軌道にはなっていないと考えられる。
GJ 9827 を公転している3つの惑星は公転周期の比が1：3：5となる軌道共鳴の関係に非常に近いことが知られており、これは最も主星に近い GJ 9827 b が軌道を5周する間に GJ 9827 c はほぼ3周、GJ 9827 d はほぼ1周することを意味している。

## 物理的特徴
| 海王星 | GJ 9827 d |
| ------ | --------- |
| 海王星 | Exoplanet |

トランジット法での観測から求められている GJ 9827 d の半径は地球の2倍余りであり、2017年に公表された発見論文では2013年の研究に基いて地球の1.25倍から2倍程度の大きさを持つ惑星をスーパーアースと見做しているが、この GJ 9827 d はその上限をやや上回る大きさを持つ。惑星が地球のような岩石質の地球型惑星になるか、木星や海王星といった巨大ガス惑星のようなガス状の惑星になるかの惑星半径の境界は地球の1.5倍程度と考えられるとする研究もあり、後述の2023年の研究結果が報告されるまでは GJ 9827 d は揮発性物質に富んだ厚いガス状の大気を持った惑星であると考えられていた。HARPS-N分光器による主星の視線速度分析の結果から求められる GJ 9827 d の質量は地球の約3.5倍で、半径と質量から算出される密度は約 2.34 g/cm3 と低く、地球の半分以下となっている。先述の通り主星からの距離が近いため、大気の影響などを考慮しない場合の表面の温度である平衡温度 は 681 K（408 ℃）となっており、居住可能な惑星であるとは見做せない。

## 大気の観測と海洋惑星の可能性
太陽系から近く、主星も太陽系外惑星を持つ恒星としては比較的明るくみえることから、GJ 9827 系の惑星はスーパーアース程度の大きさを持つ太陽系外惑星の大気について調査する機会を提供するものになると期待されていたが、2021年に公表された GJ 9827 b と GJ 9827 d の大気を観測に関する研究からは少なくとも両者の惑星には表面から大きく広がった厚い大気は存在していないと考えられ、大気を保持していない可能性も示されていた。
しかし2023年、ハッブル宇宙望遠鏡に搭載されている広視野カメラ3 (WFC3) によって3年以上に渡って行われた GJ 9827 d の11回のトランジット分光観測から得られた透過スペクトルにおいて、約 1.4 μm の波長域で吸収特性がみられ、これを最もよく説明できるシナリオとして GJ 9827 d の大気中に水蒸気が含まれている可能性を示した研究結果がモントリオール大学やマックス・プランク天体物理学研究所などによる研究グループより公表された。この発見により、GJ 9827 d は大気中から水蒸気が検出された最も小さな太陽系外惑星となった。仮に大気の大部分が水蒸気で構成されている場合、GJ 9827 d は全体の半分が水で残りの半分が岩石で構成された海洋惑星である可能性があると研究グループのメンバーの一人である Björn Benneke は述べており、表面の温度が金星と同等であるため、非常に蒸し暑い高温多湿の環境になっていると考えられている。この場合だと、惑星の大部分が水によって構成されていることから、地殻の下に地球上における総量を超える水を持つとされている木星の衛星であるエウロパを温めたかのような天体であると表現されている。Benneke は、水を豊富に含む大気を持っている太陽系外惑星が実際に存在しうる可能性を大気の観測を通じて直接的に証明できたのは今回が初めてだろうと語っている。この研究結果は同年9月12日に学術誌 The Astrophysical Journal Letters に初めて掲載され、2024年1月25日にNASAの宇宙望遠鏡科学研究所 (STScI) のニュースリリースにて公表された。
しかし、この研究結果だけでは完全に GJ 9827 d が水を大部分が占める海洋惑星であると断定することはできず、水素を主成分とした大気中にある少量の水蒸気を検出しただけである可能性も残されている。この場合、GJ  9827 d は水素のようなガスを主成分としたミニ・ネプチューンであるということになる。一方で2023年に公表された別の研究で GJ 9827 d の主星 GJ 9827 からの放射による質量減少率が10億年あたり約0.2地球質量と求められており、GJ 9827 d が形成から約60億年が経過していることを考慮すると、形成当初に存在していた水素を主体とする膨張した原始大気の外層 (envelope) は既に消失していると考えられることから、GJ 9827 d が水素で主に構成されたミニ・ネプチューンである可能性は低く、水蒸気で主に構成された海洋惑星である可能性の方が高いと、この研究論文の筆頭著者である Pierre-Alexis Roy は述べている。実際に2020年に公表された研究では GJ 9827 d からヘリウムは検出されず、形成当初に存在していた原始大気はすでに消失していることが示されている。

## 起源
GJ 9827 d が豊富な水を含んだ海洋惑星である場合、形成当初は GJ 9827 d は GJ 9827 の水の雪線（スノーライン）よりも外側の温度が低い領域で形成されたとみられる。雪線より外側の領域ならば惑星の多くが水の氷で構成されることもあり得るとする研究もあることを踏まえて、そこから GJ 9827 系内において惑星同士が安定した軌道共鳴に近い状態となる現在の軌道まで惑星移動を起こしたことでその氷が解けて GJ 9827 d が水を主成分とした惑星となった可能性がある。またこの過程で主星から受ける放射エネルギーが大きくなり、GJ 9827 d の表面の重力加速度が約 8.43 m/s2（0.86 G）と弱いことから、大気中の水素やヘリウムが加熱されて宇宙空間への散逸が発生したと考えられる。この散逸は現在も発生している可能性がある。この他にも、別のシナリオとして最初から主星の近くの温度が高い領域で形成された、大気中に微量の水を含んでいるだけの惑星であるという可能性も示されている。